# Европско првенство у атлетици у дворани 1972 — бацање кугле за жене
Такмичење у бацању кугле у женској конкуренцији на трећем Европском првенству у атлетици у дворани 1972. 11. марта 1972. у Палати спортова у Греноблу, Француска.
Титулу освојену у Софији 1971. одбранила је Надежда Чижова из Совјетског Савеза.

## Земље учеснице
Учествовало је 13 такмичаркии из 8 земаља.
- Бугарска (3)
- Истпчна Немачка (1)
- Чехословачка(1)
- Пољска (1)
- Румунија(2)
- Совјетски Савез (3)
- Уједињено Краљевств(1)
- Западна Немачка (1)

## Рекорди
Извор:
| Рекорди пре почетка Европског првенства у дворани 1971. | Рекорди пре почетка Европског првенства у дворани 1971. | Рекорди пре почетка Европског првенства у дворани 1971. | Рекорди пре почетка Европског првенства у дворани 1971. | Рекорди пре почетка Европског првенства у дворани 1971. | Рекорди пре почетка Европског првенства у дворани 1971. |
| ------------------------------------------------------- | ------------------------------------------------------- | ------------------------------------------------------- | ------------------------------------------------------- | ------------------------------------------------------- | ------------------------------------------------------- |
| Светски рекорд                                          | Надежда Чижова                                          | Совјетски Савез                                         | 19,70                                                   | Софија, Бугарска                                        | 13. март 1971.                                          |
| Европски рекорд                                         | Надежда Чижова                                          | Совјетски Савез                                         | 19,70                                                   | Софија, Бугарска                                        | 13. март 1971.                                          |
| Рекорди европских првенстава                            | Надежда Чижова                                          | Совјетски Савез                                         | 19,70                                                   | Софија, Бугарска                                        | 13. март 1971.                                          |
| Рекорди после завршеног Европског првенства 1971.       |                                                         |                                                         |                                                         |                                                         |                                                         |
| Нових рекорда није било.                                |                                                         |                                                         |                                                         |                                                         |                                                         |

## Освајачи медаља
|                                |                                  |                               |
| Надежда Чижова Совјетски Савез | Антонина Иванова Совјетски Савез | Маријане Адам Источна Немачка |

## Резултати
Због малог броја учесница није било квалификација и све су учествовали у финалу.

### Коначан пласман
| Место | Атлетичарка        | Земља               | #1    | #2    | #3    | #4    | #5    | #6    | Резултат | Белешка |
| ----- | ------------------ | ------------------- | ----- | ----- | ----- | ----- | ----- | ----- | -------- | ------- |
|       | Надежда Чижова     | Совјетски Савез     | 19,41 | х     | 19,17 | 18,54 | 18,90 | 18,90 | 19,41    |         |
|       | Антонина Иванова   | Совјетски Савез     | 17,32 | 18,54 | х     | 17,88 | 17,66 | 18,05 | 18,54    |         |
|       | Маријане Адам      | Источна Немачка     | 18,30 | 17,95 | 17,81 | 17,75 | х     | 17,87 | 18,30    |         |
| 4.    | Иванка Христова    | Бугарска            | 17,44 | 17,46 | 17,35 | 17,31 | 17,92 | 17,37 | 17,92    |         |
| 5.    | Лудвига Шевињска   | Пољска              | 16,40 | 17,11 | 17,88 | 17,50 | х     | 17,66 | 17,88    |         |
| 6     | Галина Некрасова   | Совјетски Савез     | 17,10 | 17,60 | 17,68 | 17,07 | 17,35 | 17,23 | 17,68    |         |
| 7     | Радостина Васекова | Бугарска            | 17,60 | 17,26 | 17,11 | 16,92 | 16,84 | 17,23 | 17,60    |         |
| 8     | Хелена Фибингерова | Чехословачка        | 17,01 | 17,13 | 17,16 | х     | 17,40 | х     | 17,40    |         |
| 9.    | Валентина Чолтан   | Румунија            | 16,20 | 17,09 | 16,74 |       |       |       | 17,09    |         |
| 10    | Зигурн Кофинк      | Западна Немачка     | 15,54 | 16,18 | 15,67 |       |       |       | 16,18    |         |
| 11.   | Ана Салаген        | Румунија            | 15,65 | 15,47 | 16,04 |       |       |       | 16,04    |         |
| 12.   | Елена Стојанова    | Бугарска            | 15,63 | х     | 15,50 |       |       |       | 15,63    |         |
| 13.   | Мери Питерс        | Уједињено Краљевств | х     | 13,77 | 14,90 |       |       |       | 14,90    |         |

## Укупни биланс медаља у бацању кугле за жене после 3. Европског првенства у дворани 1970—1972.
|    | Земља           |   |   |   |    |
| -- | --------------- | - | - | - | -- |
| 1. | Совјетски Савез | 3 | 1 | 1 | '5 |
| 2. | Источна Немачка | 0 | 2 | 2 | 4  |
|    | Укупно {2}      | 3 | 3 | 3 | 9  |

|    | Атлетичарка      | Земља           |   |   |   |   |
| -- | ---------------- | --------------- | - | - | - | - |
| 1. | Надежда Чижова   | Совјетски Савез | 3 | 0 | 0 | 3 |
| 2. | Антонина Иванова | Совјетски Савез | 0 | 1 | 1 | 2 |